# Óscar Wirth
Óscar Raúl Wirth Lafuente (* 5. November 1955 in Santiago de Chile) ist ein ehemaliger chilenischer Fußballspieler. Auf Vereinsebene unter anderem für CD Cobreloa, Rot-Weiß Oberhausen oder Real Valladolid aktiv, nahm er mit der Nationalmannschaft seines Heimatlandes ferner auch an der Fußball-Weltmeisterschaft 1982 in Spanien teil.

## Karriere

### Vereinskarriere
Óscar Wirth, geboren 1955 in Chiles Hauptstadt Santiago, begann mit dem Fußballspielen beim dort ansässigen Klub CD Universidad Católica, wo ihm 1976 die Aufnahme in die erste Mannschaft glückte. Für Universidad Católica absolvierte Wirth, der auf der Position eines Torhüters agierte, in drei Jahren von 1976 bis 1979 95 Ligaspiele, ein Titelgewinn blieb ihm hierbei jedoch verwehrt.
Nach einem kurzen Engagement bei CSD Colo-Colo von 1979 bis 1980 wechselte Óscar Wirth im Sommer 1980 zu CD Cobreloa. Der aufstrebende, erst drei Jahre zuvor gegründete Verein, erlebte mit Wirth im Tor seine erfolgreichste Phase überhaupt in der Vereinsgeschichte. 1980 gewann man erstmals überhaupt die chilenische Fußballmeisterschaft, nachdem in der Primera Divisíón den ersten Rang mit drei Punkten Vorsprung auf CF Universidad de Chile belegt wurde. Durch diesen Titelgewinn war Cobreloa startberechtigt für die Copa Libertadores 1981. Überraschend überstand der als Außenseiter eingeschätzte Verein nicht nur die erste Gruppenphase ohne Niederlage, sondern konnte dies in der zweiten Gruppenphase auch wiederholen, als man sich als Erster der Gruppe zwei vor den beiden uruguayischen Vertretern Nacional Montevideo und Peñarol Montevideo für das Endspiel qualifizierte. Gegner hierbei sollte der brasilianische Vertreter Flamengo Rio de Janeiro werden. Nachdem die Flamengo-Mannschaft um Spieler wie Zico, Tita oder Júnior das Hinspiel mit 2:1 für sich entscheiden konnte, siegte Cobreloa im Rückspiel mit 1:0. Da 1981 jedoch noch keine Auswärtstorregel bekannt war, musste ein Entscheidungsspiel über den Copa-Libertadores-Sieger entscheiden. Dort setzte sich Flamengo in Montevideo durch zwei Tore von Zico mit 2:0 durch. Im folgenden Jahr ereilte Óscar Wirth und CD Cobreloa gleiches Schicksal erneut. Nachdem in der zweiten Gruppenphase Club Olimpia aus Paraguay sowie Deportes Tolima aus Kolumbien auf die Plätze verwiesen wurden, stand man wieder im Endspiel um den wichtigsten Titel im südamerikanischen Fußball. Diesmal hieß der Gegner Peñarol Montevideo und das Team von Trainer Vicente Cantatore schlug sich im Hinspiel sehr beachtlich. Im berühmten Estadio Centenario erreichte man ein torloses Remis und konnte sich begründete Hoffnungen auf den Endspielsieg machen. Diese Hoffnungen wurden jedoch nicht erfüllt, da Fernando Morena in der vorletzten Minute des Rückspieles im Nationalstadion Chiles das 1:0 für Peñarol erzielte und den Libertadores-Titel nach Uruguay holte.
Im Jahre 1982 holte Óscar Wirth seine zweite nationale Meisterschaft mit CD Cobreloa, als man Erster der Primera División wurde mit vier Zählern Vorsprung auf Colo-Colo. Danach verließ der Torhüter Cobreloa und schloss sich Everton de Viña del Mar, wo er jedoch nicht zum Einsatz kam und ein Jahr später zu Universidad de Chile weiterzog. Hier avancierte Wirth wieder zur Stammkraft und absolvierte in zwei Jahren von 1983 bis 1985 59 Ligaspiele, ein Titelgewinn gelang jedoch nicht. 1985 wechselte Wirth erneut den Arbeitgeber und verließ auch sein Heimatland. Er wagte den Sprung nach Europa und schloss sich dem deutschen Zweitligisten Rot-Weiß Oberhausen an. Dort kam der Chilene aber nur auf dreizehn Ligaeinsätze und ging im Sommer 1986 nach Spanien zu Real Valladolid. Auch bei dem spanischen Erstligisten konnte sich Óscar Wirth nicht durchsetzen, in zwei Jahren kam er nur auf sechs Einsätze in der Primera División.
1988 kehrte Óscar Wirth auf den amerikanischen Kontinent zurück, um ein Jahr lang für Independiente Medellín in Kolumbien zu spielen, wo er sogar noch einmal unumstrittener Stammtorhüter war. Dennoch verließ Wirth Medellín nach einem Jahr. Er schloss sich wieder seinem Heimatverein Universidad Católica an. Im Alter von 38 Jahren stand er 1993 im Tor, als Universidad Católica zum ersten Mal in seiner Vereinsgeschichte das Endspiel um die Copa Libertadores erreichte. Doch bereits im Finalhinspiel beim brasilianischen Vertreter FC São Paulo musste Wirth fünf Gegentore hinnehmen, dem gegenüber stand nur ein Treffer von Universidad Católica, sodass die Vorentscheidung längst gefallen war, als sich beide Teams in Santiago de Chile zum Rückspiel trafen. Der 2:0-Erfolg, zugleich Óscar Wirths letztes Spiel für Universidad Católica, reichte nicht, um die hohe Hinspielniederlage auszugleichen. Zwölf Jahre nach seinem ersten verlorenen Copa-Libertadores-Finale gelang es Óscar Wirth also auch nicht, sein drittes Endspiel in diesem Wettbewerb zu gewinnen.
1994 spielte Wirth noch einmal kurz für Alianza Lima in Peru, ehe er seine fußballerische Laufbahn im gleichen Jahr beendete.

### Nationalmannschaft
Zwischen 1980 und 1989 brachte es Óscar Wirth auf insgesamt zwölf Einsätze in der chilenischen Fußballnationalmannschaft. Bereits ein Jahr vor seinem ersten Länderspiel stand er im Kader der Mannschaft Chiles, die an der Copa América 1979 teilnahm und dabei den zweiten Platz hinter Paraguay erreichte. Genau zehn Jahre später nahm Óscar Wirth noch ein zweites Mal an der Südamerikameisterschaft teil, in Brasilien 1989 scheiterte seine Mannschaft allerdings bereits in der Vorrunde als Dritter der Gruppe zwei hinter Argentinien und Uruguay.
Von Nationaltrainer Luis Santibáñez wurde Óscar Wirth ins Aufgebot der Südamerikaner für die Fußball-Weltmeisterschaft 1982 in Spanien berufen. Wirth kam bei dem Turnier jedoch nicht zum Einsatz. Für die chilenische Mannschaft verlief diese Weltmeisterschaft desaströs. Ohne einen einzigen Punktgewinn schied man in der Gruppenphase in einer Gruppe mit Deutschland, Österreich und Algerien aus.

## Erfolge
- Chilenische Meisterschaft: 2×

1980 und 1982 mit CD Cobreloa
- Endspiel der Copa Libertadores: 3×

1981 und 1982 mit CD Cobreloa
1993 mit Universidad Católica